# Сидоров, Николай Александрович (нефтяник)
Николай Александрович Сидоров (1915—1989) — специалист в области бурения нефтяных и газовых скважин, лауреат Ленинской премии.
Выпускник Московского нефтяного института им. И. М. Губкина (1941).
Работа:
- буровой мастер, начальник участка треста Сахалиннефть (1941—1944);
- начальник участка, директор конторы бурения, начальник отдела объединения Краснодарнефтегаз (1944—1956);
- заведующий отделом, руководитель лаборатории Краснодарского филиала ВНИИнефть (1956—1966);
- зам. начальника Главного технического управления Миннефтепрома СССР (1966—1975),
- старший научный сотрудник отдела информации ВНИИОЭНГ (1975—1985).

Кандидат технических наук (1961).
Ленинская премия 1963 года — за участие в комплексном решении проблемы бурения и эксплуатации газовых и газовоконденсатных месторождений.
Автор учебника: Бурение и эксплуатация нефтяных и газовых скважин : учебник для техникумов / Н. А. Сидоров. - Москва : НЕДРА, 1982. - 376 с. - Библиогр.: с. 373. - 9000 экз.
Награждён медалями. Почётный нефтяник СССР.